# GrassBase
GrassBase（或GrassBase – 在线世界草植物区系，英语：GrassBase – The Online World Grass Flora）是一个线上的草类（禾本科）数据库，由邱园皇家植物园不断维护和更新。
截至2015年，GrassBase是最大的（与GrassWorld一起）植物结构化数据集之一。在2016年1月的更新中，它包含了11,369种公认的草类的形态描述和64,213个植物学名的列表。
该数据库的作者为W·D·克莱顿、M·S·沃龙佐娃、K·T·哈尔曼和H·威廉姆森。